# Куртулуш, Блеон
Блеон Куртулуш (швед. Bleon Kurtulus; род. 24 июня 2007, Хальмстад) — шведский футболист, защитник «Хальмстада».

## Клубная карьера
Является воспитанником «Хальмстада». В июле 2022 года ездил на просмотр в итальянскую «Рому». Летом 2023 года подписал с «Хальмстадом» свой первый профессиональный контракт. Перед сезоном 2024 года присоединился к основной команде. 25 апреля 2024 года дебютировал в чемпионате Швеции в матче с «Хаммарбю», за который выступает его старший брат, выйдя на замену на 79-й минуте вместо Маркуса Ульссона.

## Личная жизнь
Старшие братья Эдвин и Эгон также профессиональные футболисты.

## Клубная статистика
| Выступление      | Выступление      | Выступление      | Лига | Лига | Кубки | Кубки | Конт. кубки | Конт. кубки | Итого | Итого |
| Клуб             | Лига             | Сезон            | Игры | Голы | Игры  | Голы  | Игры        | Голы        | Игры  | Голы  |
| ---------------- | ---------------- | ---------------- | ---- | ---- | ----- | ----- | ----------- | ----------- | ----- | ----- |
| Хальмстад        | Алльсвенскан     | 2024             | 2    | 0    | 0     | 0     | 0           | 0           | 2     | 0     |
| Хальмстад        | Итого            | Итого            | 2    | 0    | 0     | 0     | 0           | 0           | 2     | 0     |
| Всего за карьеру | Всего за карьеру | Всего за карьеру | 2    | 0    | 0     | 0     | 0           | 0           | 2     | 0     |